# Montelabbate
Montelabbate là một đô thị ở tỉnh Pesaro và Urbino trong vùng Marche, nằm cách 60 km về phía tây bắc của Ancona và khoảng 12 km về phía tây nam của Pesaro. Tại thời điểm ngày 31 tháng 12 năm 2004, đô thị này có dân số 5.876 và diện tích là 19,6 km².
Đô thị Montelabbate có các frazioni (các đơn vị trực thuộc, chủ yếu là các làng) Montelabbate, Apsella, Osteria Nuova, Farneto, và Ripe.

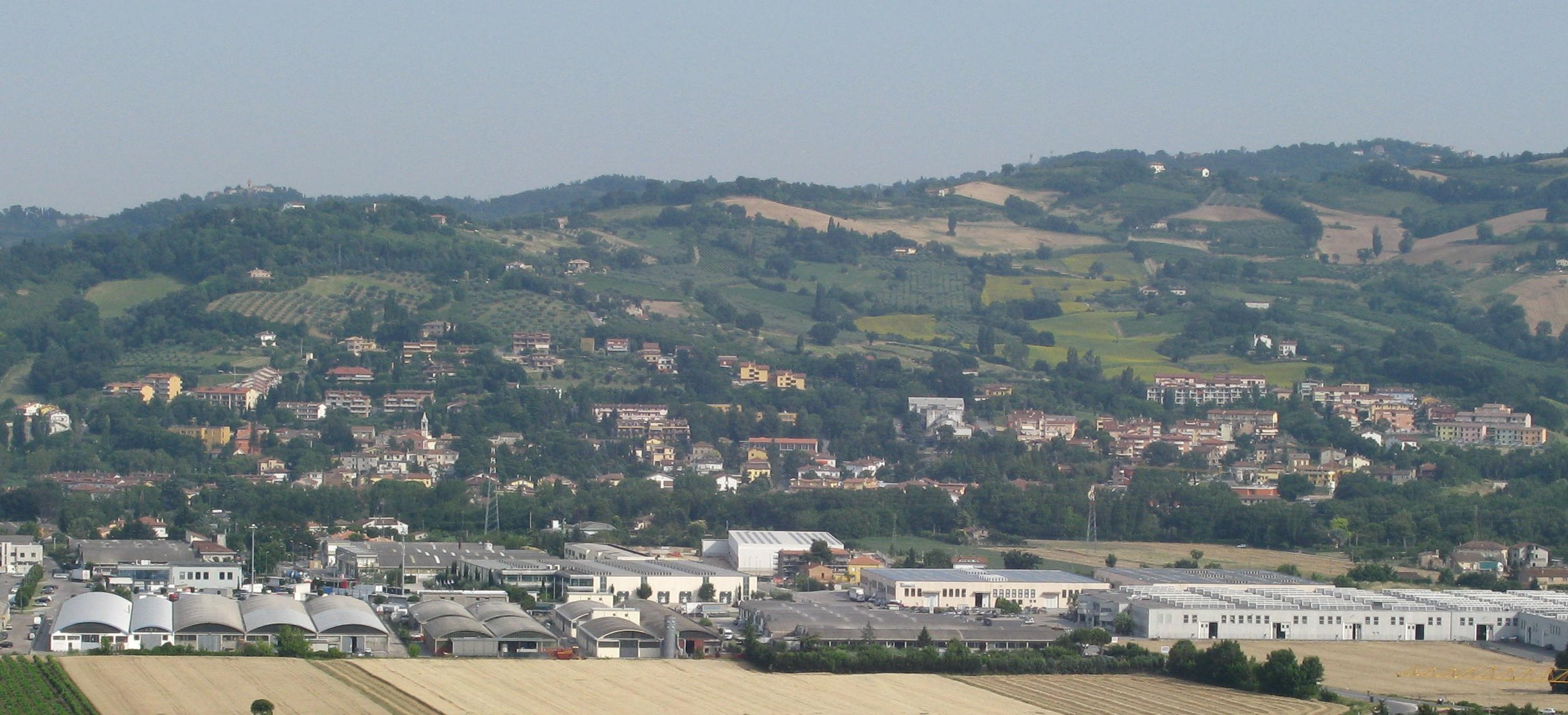
Montelabbate

Montelabbate giáp các đô thị sau: Colbordolo, Monteciccardo, Pesaro, Sant'Angelo in Lizzola, Tavullia, Urbino.